# قصر كنسينغتون
قصر كنسينغتون (بالإنجليزية: Kensington Palace)‏ هو مقر العائلة المالكة في المملكة المتحدة، ويقع في حدائق كنسينغتون في لندن. فقد كان مقر إقامة العائلة المالكة البريطانية منذ القرن 17، ويعتبر المقر الرسمي لدوق ودوقة كامبريدج و الأمير هاري وكذلك مقر دوق ودوقة غلوستر ومايكل أميرة كنت. ويستخدم قصر كنسينغتون أيضاً على أساس غير رسمي من قبل زارا فيليبس.

## أعلام
- الكسندر كامبريدج
- ساره تشاتو
- فيكتوريا ملكة المملكة المتحدة
- الأميرة أليس، دوقة غلوستر
- ماري تك